# Комулей, Александр
Александр Комулей (Комулович; итал. Allessandro di Comolo, arciprete di S. Geronimo, 1548, Сплит или Салона, Сплитско-Далматинская жупания — 11 июня 1608 или не ранее 1599, Дубровник) — аббат, католический миссионер, иезуит, дипломат, далматинец из города Спалатро.

## Биография
Католический миссионер на православном Востоке, горячий проповедник антиоттоманской лиги, вместе с иезуитом Раджие, объездил в 1584—1587 гг. Балканский полуостров, насаждая католицизм. Комулей, как знавший славянские языки, в 1594 г. отправился к князю трансильванскому и к воеводе молдавскому поднимать их против турок. Существенных результатов его миссия не имела. В Польше Комулею удалось организовать шеститысячный отряд казаков, но поход их кончился ничем.
Из Польши Комулей направился, в звании папского легата, в Москву. На царя Феодора рассчитывали подействовать, выставляя на вид славу и пользу, какую Россия извлечет из борьбы с турками в союзе с цезарем, легкость предприятия и ожидание угнетенных единоверцев России. Наказ, данный Комулею, прямо не затрагивал вопроса объединения церквей, но рекомендовал выставить на вид внимание, оказанное папам предшественниками царя; указать на неприличие в делах веры подчиняться константинопольскому патриарху, стоящему, в зависимости от врага имени Христова; на то, что титулы всегда раздавались папами и пр. Наказ, в главных чертах, напоминает раньше данный Поссевину.
Известий о пребывании Комулея в Москве (апрель-май 1595 г.) и переговорах его не сохранилось. Несомненно, что миссия его успеха не имела; на папскую грамоту (22 января 1594 г.) даже не ответили. Пробыв в Вильно, где он энергично управлял виленской епархией два года, Комулей в мае 1597 г. снова явился в Москву, как посол Климента VIII. Прием был холодный. В промежуток двух приездов Комулея состоялась Брестская уния, и в глазах русского правительства она не могла вызвать доверия к Риму. Царская грамота в ответ на папскую оказалась, поэтому, ниже ожиданий римской курии.
В 1599 г. Комулей вступил в иезуитский орден и последние годы жизни посвятил распространению католичества среди славян Адриатического побережья. Рагуза стала центром его деятельности; здесь он и умер в начале XVII века.